# カレドニア人

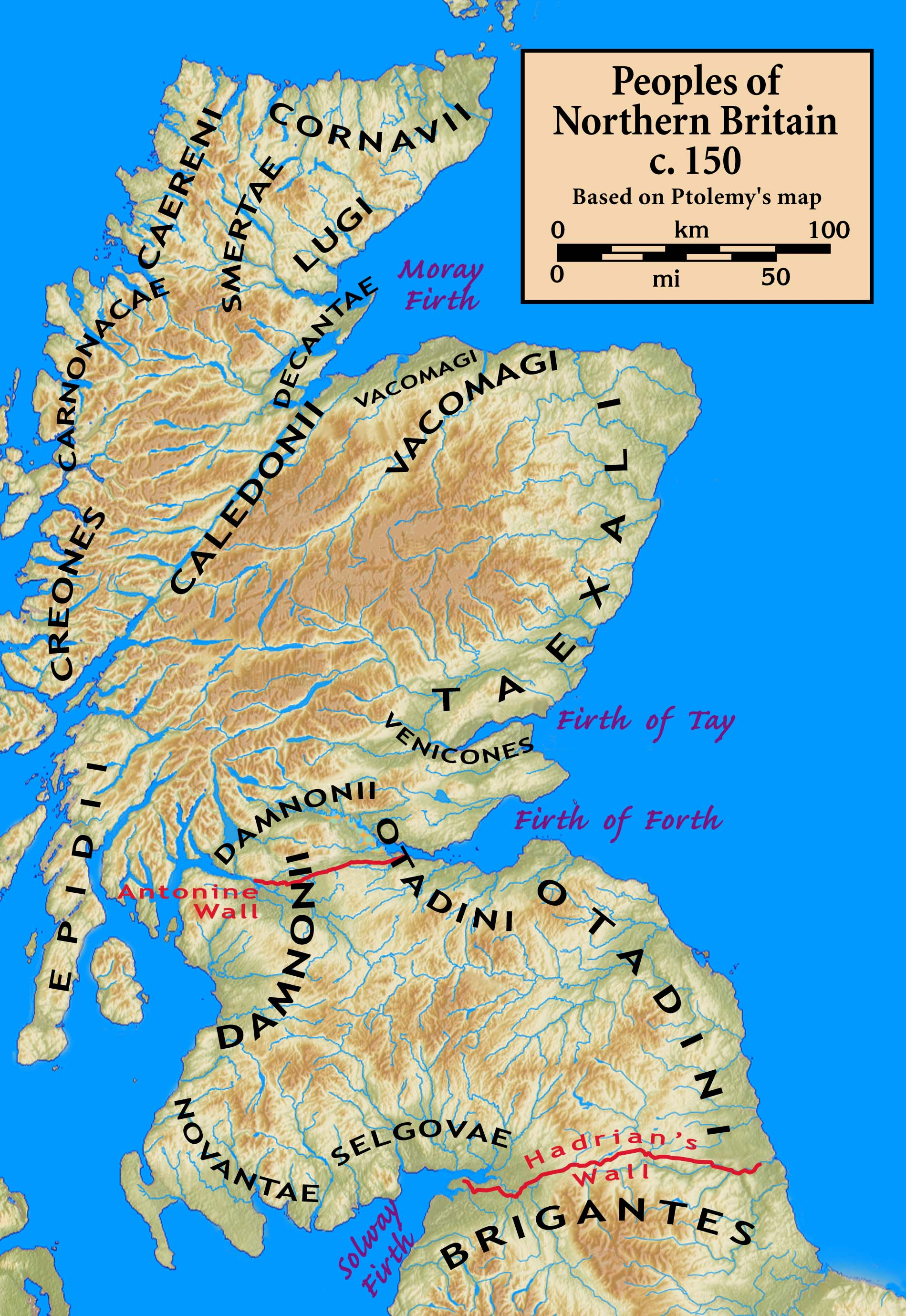
二世紀のクラウディオス・プトレマイオスの『地理』に書かれた、北ブリテン島の民族の分布

カレドニア人 (ラテン語: Caledon または Caledonii; ギリシア語: Καληδώνες, Kalēdōnes) は、鉄器時代と古代ローマ時代に、現在のスコットランドに住んでいた人々。名前は外名であり、古代ギリシアと古代ローマは彼らの領土と地域をカレドニアと呼んでいた。以前、カレドアニア人はブリトン人 の一派と考えられていたが、のちにピクト人であると見なされるようになった。カレドアニア人は、グレートブリテン島の大部分を属州ブリタニアとして統治したローマ帝国の敵であった。

## 語源
Zimmer (2006) によると、カレドニアとは部族名である Caledones (またはむしろ Calīdones)　に由来するとし、この意味を「強い脚をもつもの」("耐久力のあるもの"という意味で ケルト祖語 の語根 *kal- "強い（hard）" と *φēdo- "脚（foot）"からなる)、とする。 

## ローマ側からの歴史
タキトゥスによると、AD 83 または 84にカルガクスに率いられたカレドニア人は、グナエウス・ユリウス・アグリコラ を グラウピウス山の戦い において破ったとされる。タキトゥスは 君主 といった言葉をカルガクスについて語るときに避けており、カレドニア人は一人の指導者を持っていたかは疑わしいとし、カルガクスは単なる戦時の指導者にすぎなかっただろうと言っている。

## 外見的特徴
タキトゥス は『アグリコラ』第六章 (c. 98 AD) において、カレドニア人の特徴を「赤髪で手足が長い」としており、これはゲルマン的特徴であると見なしている。

## 考古学的資料
カレドニア 文化 (考古学) についてはごくわずかの直接的な資料しかないが、彼らの住居を描写することは可能である。

## フィクション
ローズマリー・サトクリフ　の1965の小説 The Mark of the Horse Lord ダルリアダ王国 は、カレドアニア人に対して戦いながら同時に繰り広げられる王位継承をめぐる争いについて書かれている。

## 文献
- Cunliffe, B, Iron Age Britain, Batsford, London, 2004, ISBN 0-7134-8839-5
- Frere, S, Britannia, Routledge, London, 1987, ISBN 0-7102-1215-1
- Salway, P, Roman Britain, OUP, Oxford, 1986
- Todd, M, Roman Britain, Fontana, London, 1985. ISBN 0-00-686064-8